# Helga Walter
Helga Walter (eigentlich Helga Walter-Joswig; * 1938 in Kitzingen–Etwashausen) ist eine deutsche Orientalistin und Politikwissenschaftlerin. Bekannt wurde sie durch eine Vielzahl an heimatgeschichtlichen Publikationen zur Kitzinger Stadtgeschichte, die sie in ihrer Funktion als Stadtarchivarin und Leiterin des Städtischen Museums verfasste. 

## Leben
Helga Walter wurde als Helga Joswig im Jahr 1938 in Kitzingen–Etwashausen geboren. Die Familie lebte in der Richthofenstraße im Osten des Kitzinger Stadtteils. Sie besuchte zunächst die Volksschule der Stadt und führte ihre Ausbildung in der Mädchenrealschule weiter. Anschließend wurde sie bei der Kitzinger Firma Gauer zur Kauffrau ausgebildet. Im Jahr 1954 zog die Familie nach Würzburg, wo Helga Joswig in der dortigen Dolmetscherschule nach ihrer Arbeit Englisch zu lernen. Ein Jahr später erhielt sie eine Anstellung als Sekretärin bei den amerikanischen Streitkräften in Würzburg. Mit ihrer Hochzeit nahm sie den Nachnamen Walter an und zog wieder nach Kitzingen. 1976 legte sie das Begabtenabitur ab, nachdem sie jahrelang zuvor bereits als Gasthörerin die Vorlesungen des Orientalischen Instituts an der Würzburger Universität besucht hatte. 1982 promovierte Helga Walter an der Universität Würzburg, wobei sie ihren Forschungsschwerpunkt auf den modernen Orient legte.
Im Jahr 1981 nahm Helga Walter eine Teilzeitbeschäftigung im Archiv der Stadt Kitzingen auf und wurde nach erfolgreicher Promotion Leiterin des Archivs. In der Folge besuchte sie mehrere Lehrgänge für das Archivwesen und nahm auch an einigen Geschichtsseminaren der Universität Würzburg teil, um sich das für den Posten nötige Fachwissen anzueignen. Erst in den 1990er Jahren wurde die Doppelrolle aus Archiv- und Museumsleiterin in eine volle Stelle umgewandelt. Helga Walter initiierte mehrere Formate, die für die Verbreitung von Informationen zur Stadtgeschichte relevant waren. So geht das Stadtgeschichtliche Seminar an der Kitzinger Volkshochschule auf Walter zurück. Für das Städtische Museum kuratierte Walter 15 Ausstellungen. Sie trat außerdem als Herausgeberin der beiden Reihen „Schriften des Stadtarchivs Kitzingen“ und „Kitzinger Museumsschriften“ in Erscheinung. 
Walter engagierte sich in einer Vielzahl an Vereinen, darunter der Kreisgemeinschaft Lyck in der Landsmannschaft Ostpreußen. Neben ihrer kulturellen Arbeit betätigte sich Walter auch sportlich. So nahm sie 1962 am 1. Bayerischen Landessportfest in Schweinfurt teil. 1974 wurde Walter außerdem Bayerische Schachmeisterin. Walter trat 2001 in den Ruhestand, veröffentlichte aber weiterhin Bücher zur Kitzinger Stadtgeschichte. Sie lebt heute in Sommerach und nahm nach dem Tod ihres Mannes den Mädchennamen ihrer Mutter als Doppelnamen an, weshalb sie nun Helga Walter-Joswig heißt. Im Jahr 2017 erfolgte die Ernennung zum Wahlmitglied der Gesellschaft für Fränkische Geschichte.

## Werke (Auswahl)
Helga Walter-Joswig veröffentlichte unter dem Namen Helga Walter eine Vielzahl an heimatkundlichen Büchern, die vor allem die Geschichte der Stadt Kitzingen zum Thema hatten. In ihrer Rolle als Stadtarchivarin und Museumsleiterin fungierte sich auch immer wieder als Herausgeberin mehrerer stadtgeschichtlicher Reihen. Darüber hinaus erschienen mehrere Aufsätze von ihr in verschiedenen Reihen, darunter in der Beilage der Kitzinger Zeitung, dem Jahrbuch für den Landkreis Kitzingen, der Zeitschrift Frankenland und dem Mainfränkischen Jahrbuch für Geschichte und Kunst. 
- Kitzingen am Main in alten Ansichten (= In alten Ansichten). Zaltbommel, Niederlande o. J.
- Kitzingen. Herz des fränkischen Weinlandes. Kitzingen um 1980.
- Von Hadeloga bis zum Förtsche Barthel. Bilderbogen der Kitzinger Stadtgeschichte. Sauerbrey, Kitzingen 1984, ISBN 3-924694-01-X.
- Stadt Kitzingen (Unterfranken) (= Kleine Kunstführer Nr. 1554). Schnell & Steiner, Regensburg 1986. mehrere Auflagen.
- Vom Siechhausmeister bis zum Klostermüller. Bilderbogen der Kitzinger Stadtgeschichte. Sauerbrey, Kitzingen 1987, ISBN 3-924694-03-6.
- mit Herbert Baumann: „So spricht der Herr“. Zur Tradition der Bibel in Kitzingen (= Schriften des Stadtarchivs Kitzingen Bd. 2). Högner, Kitzingen 1992, ISBN 3-921327-23-5
- Zum Andenken an Deinen Bruder Hans eine fränkisch-ostpreußische Familie. Degener, Neustadt an der Aisch 1992, ISBN 3-7686-6037-0.
- Das Rathaus zu Kitzingen erbaut 1561–1563. Sinnbild selbstbewussten Bürgertums (= Schriften des Stadtarchivs Kitzingen Bd. 3). Sauerbrey, Kitzingen 1994, ISBN 3-924694-30-3. mehrere Auflagen.
- mit Klaus Arnold (Hrsg.): „apud Kizinga monasterium“. 1250 Jahre Kitzingen am Main (= Schriften des Stadtarchivs Kitzingen Bd. 4). Kitzingen 1995.
- Klaus Rother. Arbeiten in Kitzingen (= Kitzinger Museumsschriften Bd. 1). Sauerbrey, Kitzingen 2000, ISBN 3-924694-17-6.
- mit Helga Wachter, Walter Walter: Kitzingen am Main eine Stadt stellt sich vor! Eine mainfränkische Stadt mit alter Tradition. Kitzingen 2007, ISBN 978-3-00-021599-5.